# ウォータージャンプ
ウォータージャンプとは、フリースタイルスキーのエアリアル種目やモーグル種目の空中演技を、安全に練習できるよう考案された施設。また競技名としても使われる。斜面にプラスチックのブラシを敷いた人工の滑走路を、スキーやスノーボードを履いて滑った後ジャンプ台を飛び、着地部には水を張ったプールが設置され、安全に着地(着水)が可能なものとなっている。海外では湖や池に着水するものもある。ウィンタースポーツ愛好家のトレーニング施設やレジャー施設となっている。

## 概要
元々、宙返りを行うエアリアル競技を安全に練習するためのものであったが、モーグル種目の空中演技の練習用としても転用され始める。2003年のルール改正により宙返り系の技が解禁された影響もあり、安全に練習できるウォータージャンプの需要が高まった。
現在ではエアリアル・モーグル競技者はもちろん、スノーボード、スノースクート、フリースタイルスキーの空中演技練習用としても利用されている。近年は（特にスノーボード）クエストやキングスなど傾斜がついたエアーマットに着地するスタイル(バグジャンプ)が主流となっているが、失敗の際の怪我のリスクは無視できないものである。特にスキーの場合、エアーマットへの着地時での開脚による内側靭帯の損傷の例が多く、根強くウォータージャンプを支持する者も多い。

## 国内での来歴
1978年に河口湖に日本初となるウォータージャンプが建設された。1984年には長野県大町市の木崎湖に設置されたが、当時は主にエアリアルの選手のトレーニング施設であった。
完全人工の施設としては、国内初として福島県猪苗代町のリステルスキーファンタジアに施設が完成。プールの深さも非常に深く、高い位置からの落下を想定して
造られ、3回転用キッカー(ジャンプ台)も備わるエアリアル競技用の非常に本格的な施設であった。リステルスキーファンタジアに続き、国内では白馬村と札幌市にも施設がオープンする。この２つもエアリアル競技を意識して造られた施設で、リステル同様高さの高いキッカーを伴う。安全対策のため、雪上のエアリアル競技で技を行う際は、まずこのウォータージャンプで技の完成度を審判に認定されてからしか行えないため、認定会やウォータージャンプ選手権が盛んに行われる。
モーグル、スノーボードのブーム期が始まり、エアリアル競技者だけでなく、モーグルスキーヤー、スノーボーダーの来訪者が増加する。競技人口の少ないエアリアルを考えず、モーグルスキーヤー、スノーボーダーのみをターゲットとした施設が全国各地に多数出来始める。両者は、エアリアルほど高度の出る多種類のキッカーは必要ないため、
コンパクトな設備、比較的低い設備投資で可能で、多数の施設が設置される。また、新規にプールを建造することなく、現存のプール施設を流用する所は、大幅なコストカットが可能になった影響も大きい。
全て斜面を滑走してキッカーに進入するものだったが、ウインチで巻き取られるワイヤーをつかみ、水平な助走路を滑走しながらキッカーに進入する「ウインチジャンプ」が2009年大磯とよみうりランドに出現。

## 施設概要
- 鉄パイプで組まれたやぐらや、土の斜面、コンクリート製の基礎の上に、木製の板を貼り、その上にプラスチック製の滑走用のブラシを貼る方法がスタンダードである。
- ブラシは雪上より摩擦係数が高く、スピードが出にくいため、通常の雪の助走路より斜度を急にすることが多い。滑走性を高めるため、板の滑走面には雪上用と同じワックスと塗布した上で、石鹸を擦り付けることもある。
- 滑走部分のブラシには滑走性を高めるため、スプリンクラーまたは人手で水がまかれる。ウォータージャンプは晴れの日のアクティビティーと思われがちだが、雨天時はブラシ全体が満遍なく濡れるため、上級者の中には雨天時の利用を好むものもいる。そのため、雨天時は「恵みの雨」と呼ばれることもある。
- 着水するプールの水深は、エアリアル競技志向の強い施設は、飛込競技が出来る位深く造られたが、最近の比較的水平方向に飛ぶ志向が強いキッカーがある施設では、過度な水深ではない。
- 水中から細かい泡を出して着水時の衝撃を緩和したり、透明度が高いプールで空中から着水面を見た際の、位置確認のし易さを狙って行う時がある。

## ジャンプ台の種類
ジャンプ台(キッカー)のサイズ・形状は施設によって様々なものがある。一般的に、キッカーのサイズの表記はリップ(飛び出し)からランディング(着地)までの距離であるが、飛ぶ者の技量や天候・形状によって大きく異なる。したがって、表記サイズはあくまでも目安であり、これはゲレンデに設置されたキッカーも同様である。
1メートル以上
初心者や子供がキッカーやブラシに慣れるために使用することが多い。飛距離はほとんど無く、飛ぶというよりは”落ちる”感覚に近い。
4メートル以上
国内のゲレンデで、最も数多く設置されているサイズである。ブラシに慣れた初級者が好んで利用する。
7メートル以上
大抵のゲレンデではビッグキッカーと呼ばれるサイズである。浮遊感を感じられ、実用的であるサイズのため、脱初級者から上級者まで幅広い層が利用している。一般に、バックフリップや３Dエアーなどを余裕をもってクリーンに成功させるための最低限必要な大きさとされている。
10メートル以上
国内のゲレンデでも数箇所しか設置されていないサイズであるため、アスリートや競技志向のスキーヤー・スノーボーダーが利用することが多い。
モーグル台
モーグルの競技者や愛好家が使用することが多い。SAJの規格に則ったものや、より安全に飛べるように傾斜を少なくしたものがある。
エアリアル台
エアリアルの競技のために設置されている台である。現在エアリアル台を設置しているのはサンアルピナ白馬さのさかスキー場のみである。

## 使用用具
- スキー板やスノーボード・ブーツは雪上で使用するものを流用可能。
- 着水に耐えられる着衣（ウェットスーツ・水着等）を着用するのが普通である。
- 降雪期直前の時期でもドライスーツやセミドライスーツなどを使用することで体調不良などのリスクを減らすことができる。
- 安全のため、ライフジャケットとヘルメット・手袋を着用する。
- スキー板が水中ではずれてしまった場合、板は浮かずに沈んでしまうため、外れ対策として板をブーツや体の一部にリーシュコードで付ける人が多い。
- 着水の衝撃に備え、耳栓や鼻栓・ゴーグルなどを着用している者もいる。

## 怪我のリスク
着地が水であるため、エアー失敗時でも怪我をすることはほとんどないとされるが、稀に怪我をすることがある。
- 水面に対して横から着水すると鼓膜を損傷することがある。ヘルメットに耳あてを装着することで防ぐことができる。
- 水面に対して腹から着水すると一時的に呼吸困難に陥る場合がある。ほとんどの場合すぐに痛みは和らぐが、場合によっては吐血する。
- 水面に対して足から着水した場合でも、衝撃によりふくらはぎが軽度の肉離れすることがある。
- ブラシ上での操作を誤り転倒すると雪上よりもダメージが大きい場合が多い。ブラシに擦られて擦り傷を負うことを「大根おろし」と呼ぶこともある。

## スポンジピット
ウォータージャンプの着地点を、水からスポンジの塊を多数詰めたものに変更した施設を「スポンジピット」という。水の管理を省けるので、将来はウォータージャンプに代わる施設として期待されたが、大きな怪我などが発生した危険性などにより、千葉県船橋市などにあった施設はすべて消滅している。
体操競技では練習用に現在も使用されるほか、バイクは浸水の恐れでプールには入れないため、フリースタイルモトクロスの宙返りの練習用としては、欠かせない施設となっている。

## 国内の施設
- 現存施設
  - リステルスキーファンタジア
  - サンアルピナ白馬さのさかスキー場
  - 白馬五竜スキー場
  - S-air（西武園ゆうえんち）
  - K-air（三重県桑名市）
  - O-air（大阪府大東市）
  - 若杉高原大屋スキー場
  - ケッパレランド（岩手県雫石町）（2008年～）
  - ウォータージャンプ宮城（宮城県川崎町）（2011年～）
- 過去に存在した施設
  - 浜名湖
  - 木崎湖
  - ウォータージャンプ仙台（宮城県仙台市 泉ヶ岳スキー場内）（2009年～2017年）